# Białuty (powiat sierpecki)
Białuty – wieś w Polsce położona w województwie mazowieckim, w powiecie sierpeckim, w gminie Gozdowo. Ma status sołetwa.
W latach 1975–1998 miejscowość należała administracyjnie do województwa płockiego.